# Les Âmes mortes (série télévisée)
Pour les articles homonymes, voir Les Âmes mortes.
Les Âmes mortes (russe : Мёртвые души) est une série télévisée soviétique réalisée par Mikhaïl Schweitzer, d'après le roman du même nom de Nicolas Gogol. Elle a été diffusée en 1984.

## Fiche technique
- Titre : Les Âmes mortes
- Réalisation : Mikhail Schweitzer
- Scénario : Mikhail Schweitzer
- Photographie : Dilshat Fatkhuline
- Direction artistique : Igor Lemechev, Vladimir Fabrikov
- Musique Alfred Schnittke
- Montage : Lioudmila Feiguinova
- Format : Couleur
- Production : Mosfilm
- Pays : URSS
- Sortie : 1984

## Distribution
- Alexandre Trofimov : l'auteur Nicolas Gogol (1 épisode, 1984)
- Alexandre Kaliaguine : Pavel Tchitchikov (1 épisode, 1984)
- Iouri Bogatyriov : Manilov (1 épisode, 1984)
- Larissa Oudovitchenko : Manilova (1 épisode, 1984)
- Vitali Chapovalov : Nozdrev (1 épisode, 1984)
- Viatcheslav Nevinny : Sobakevitch (1 épisode, 1984)
- Alexeï Zaïtsev : Selifan (1 épisode, 1984)
- Vsevolod Sanaïev : Ivan Grigorievitch, président du tribunal (1 épisode, 1984)
- Viktor Chouliakovski : le gouverneur (1 épisode, 1984)
- Alexeï Safonov : Sergueï Avdeïevitch, le procureur (1 épisode, 1984)
- Inna Makarova : la femme du gouverneur (1 épisode, 1984)
- Valeri Zolotoukhine : Ivan Andreïevitch, maître de poste  (1 épisode, 1984)
- Youri Volyntsev : Alexeï Ivanovitch maître de poste (1 épisode, 1984)
- Lev Poliakov : le vice-gouverneur (1 épisode, 1984)
- Igor Kachintsev : Ivan Loukitch (1 épisode, 1984)
- Evgueniy Dantchevski : l'architecte de la ville (1 épisode, 1984)
- Stanislav Khitrov : le serveur de l'auberge (1 épisode, 1984)
- Gonstantin Jeldine : le père de Tchitchikov (1 épisode, 1984)
- Vladimir Steklov : Petrouchka (1 épisode, 1984)
- Lidia Fedosseïeva-Choukchina : jolie dame  (1 épisode, 1984)
- Inna Tchourikova : dame agréable en tout (1 épisode, 1984)
- Elizaveta Nikichtchikhina : la femme de Sobakevitch (1 épisode, 1984)
- Klara Roumianova : la mère de  Tchitchikov (1 épisode, 1984)
- Stepan Krylov : un moukik (1 épisode, 1984)
- Vladimir Kouznetsov : le hussard (1984) (1 épisode, 1984)
- Inna Fiodorova : une dame (1 épisode, 1984)
- Viktor Yakovlev : un invité (1 épisode, 1984)
- Alexandrie Zvenigorski : le prêtre (1 épisode, 1984)
- Viktoria Doukhina : femme d'un fonctionnaire (1 épisode, 1984)
- Olga Tokareva : femme d'un fonctionnaire (1 épisode, 1984)
- Inna Vykhodtseva : la femme du vice-gouverneur (1 épisode, 1984)
- Igor Beziaïev : employé de Manilov (1 épisode, 1984)
- Filipp Smoktounovski : (1 épisode, 1984)
- Sergueï Skripkine : Stepan Probka (1 épisode, 1984)
- Lilia Makeïeva : femme de fonctionnaire (1 épisode, 1984)
- Elena Ossipovitch : femme de fonctionnaire (1 épisode, 1984)
- Sergueï Popov : (1 épisode, 1984)
- Nina Zakharova : dame (1 épisode, 1984)
- Viktor Tchebotariov : un moujik (1 épisode, 1984)
- Nikolaï Gorlov :  (1 épisode, 1984)
- Anatoli Papouch : (1 épisode, 1984)
- Vadim Gems : capitaine de police (1 épisode, 1984)
- Tamara Nossova : Korobotchka (épisodes inconnus)
- Viktor Sergatchiov : Mijouev, gendre (épisodes inconnus)
- Maria Vinogradova : Mavra (épisodes inconnus)
- Innokenti Smoktounovski : Pliouchkine (épisodes inconnus)
- Irina Malycheva : la fille du gouverneur (épisodes inconnus)
- Valeri Malychev : Mikheï (épisodes inconnus)
- Vladimir Sez : (épisodes inconnus)
- Nikolaï Kotchegarov : (épisodes inconnus)